# Torneo Internacional de Fútbol Sub-20 de la Alcudia de 2018
El Torneo Internacional de Fútbol Sub-20 de la Alcudia de 2018, también conocido como COTIF 2018, fue la trigésima quinta edición de dicha competición de fútbol juvenil. Esta edición del evento tomó lugar en el municipio valenciano de La Alcudia entre el 28 de julio y 8 de agosto de 2018.
El torneo fue ganado por Argentina quien se coronó campeón tras vencer a Rusia por 2–1 en la final. El mismo terminó teniendo una trascendencia particular en la selección Argentina, puesto que le permitió a Lionel Scaloni posicionarse como entrenador del seleccionado mayor y, posteriormente, alcanzar el campeonato mundial en 2022.

## Equipos participantes
El torneo masculino contó con un total de 10 selecciones nacionales, o regionales españolas, para la edición de 2018, las mismas fueron:
| Equipos participantes | Equipos participantes | Equipos participantes | Equipos participantes | Equipos participantes |
| --------------------- | --------------------- | --------------------- | --------------------- | --------------------- |
| Argentina             | Catar                 | Comunidad Valenciana  | India                 | Marruecos             |
| Mauritania            | Murcia                | Rusia                 | Uruguay               | Venezuela             |

## Fase de grupos
Los 10 equipos participantes en la primera fase se dividieron en dos grupos de cinco equipos cada uno. Luego de una liguilla simple, a una sola rueda de partidos, pasaron a semifinales los equipos que ocuparon la primera y segunda plaza de cada grupo.

#### Grupo A
| Equipo     | Pts | PJ | PG | PE | PP | GF | GC | Dif. |
| ---------- | --- | -- | -- | -- | -- | -- | -- | ---- |
| Argentina  | 9   | 4  | 3  | 0  | 1  | 9  | 2  | +7   |
| Venezuela  | 7   | 4  | 2  | 1  | 1  | 5  | 5  | 0    |
| Mauritania | 4   | 4  | 1  | 1  | 2  | 5  | 5  | 0    |
| Murcia     | 4   | 4  | 1  | 1  | 2  | 3  | 6  | -3   |
| India      | 4   | 4  | 1  | 1  | 2  | 2  | 6  | -4   |

|  | Clasificado para la fase final. |

| 29 de julio de 2018 | India | 0:2 (0:1) | Murcia                | Estadio Municipal Els Arcs, La Alcudia                             |                                                                    |
|                     |       |           | Monas 28' · Aitor 84' | Asistencia: 2000 espectadores Árbitro(s): Alberto Undiano Mallenco | Asistencia: 2000 espectadores Árbitro(s): Alberto Undiano Mallenco |

| 29 de julio de 2018 | Venezuela | 0:4 (0:1) | Argentina                                                   | Estadio Municipal Els Arcs, La Alcudia                            |                                                                   |
|                     |           |           | Colidio 25' (pen.) · Barreal 51' · Gaich 70' · Lo Celso 80' | Asistencia: 4000 espectadores Árbitro(s): Carlos del Cerro Grande | Asistencia: 4000 espectadores Árbitro(s): Carlos del Cerro Grande |

| 30 de julio de 2018 | Mauritania  | 1:2 (0:1) | Venezuela                      | Estadio Municipal Els Arcs, La Alcudia                        |                                                               |
|                     | Mahmoud 50' |           | Júnior Moreno 4' · Paredes 52' | Asistencia: 4000 espectadores Árbitro(s): Antonio Mateu Lahoz | Asistencia: 4000 espectadores Árbitro(s): Antonio Mateu Lahoz |

| 31 de julio de 2018 | Murcia | 0:2 (0:2) | Argentina     | Estadio Municipal Els Arcs, La Alcudia                         |                                                                |
|                     |        |           | Gaich 24' 34' | Asistencia: 3500 espectadores Árbitro(s): Santiago Jaime Latre | Asistencia: 3500 espectadores Árbitro(s): Santiago Jaime Latre |

| 31 de julio de 2018 | Mauritania                      | 3:0 (1:0) | India | Estadio Municipal Els Arcs, La Alcudia                          |                                                                 |
|                     | Teguedi 25' 72' · El Velany 78' |           |       | Asistencia: 2500 espectadores Árbitro(s): Javier Alberola Rojas | Asistencia: 2500 espectadores Árbitro(s): Javier Alberola Rojas |

| 1 de agosto de 2018 | Venezuela                     | 3:0 (1:0) | Murcia | Estadio Municipal Els Arcs, La Alcudia                                       |                                                                              |
|                     | Hurtado 25' · Herrera 50' 52' |           |        | Asistencia: 3500 espectadores Árbitro(s): Alejandro José Hernández Hernández | Asistencia: 3500 espectadores Árbitro(s): Alejandro José Hernández Hernández |

| 3 de agosto de 2018 | India | 0:0 (0:0) | Venezuela | Estadio Municipal Els Arcs, La Alcudia                                |  |
|                     |       |           |           | Asistencia: 4000 espectadores Árbitro(s): José María Sánchez Martínez |  |

| 3 de agosto de 2018 | Argentina                | 2:0 (1:0) | Mauritania | Estadio Municipal Els Arcs, La Alcudia                            |                                                                   |
|                     | Barreal 2' · Colidio 73' |           |            | Asistencia: 4500 espectadores Árbitro(s): Eduardo Prieto Iglesias | Asistencia: 4500 espectadores Árbitro(s): Eduardo Prieto Iglesias |

| 5 de agosto de 2018 | Murcia       | 1:1 (0:0) | Mauritania | Estadio Municipal Els Arcs, La Alcudia                       |                                                              |
|                     | Silvente 81' |           | Barry 53'  | Asistencia: 3000 espectadores Árbitro(s): Mario Melero López | Asistencia: 3000 espectadores Árbitro(s): Mario Melero López |

| 5 de agosto de 2018 | Argentina     | 1:2 (0:1) | India                      | Estadio Municipal Els Arcs, La Alcudia                                |                                                                       |
|                     | Marinelli 72' |           | Díaz 4' (a.g.) · Anwar 68' | Asistencia: 3500 espectadores Árbitro(s): Ignacio Iglesias Villanueva | Asistencia: 3500 espectadores Árbitro(s): Ignacio Iglesias Villanueva |

#### Grupo B
| Equipo               | Pts | PJ | PG | PE | PP | GF | GC | Dif. |
| -------------------- | --- | -- | -- | -- | -- | -- | -- | ---- |
| Rusia                | 10  | 4  | 3  | 1  | 0  | 13 | 3  | +10  |
| Uruguay              | 10  | 4  | 3  | 1  | 0  | 6  | 2  | +4   |
| Marruecos            | 4   | 4  | 1  | 1  | 2  | 6  | 7  | -1   |
| Catar                | 3   | 4  | 1  | 0  | 3  | 2  | 6  | -4   |
| Comunidad Valenciana | 1   | 4  | 0  | 1  | 3  | 1  | 10 | -9   |

|  | Clasificado para la fase final. |

| 28 de julio de 2018 | Catar           | 1:0 (1:0) | Comunidad Valenciana | Estadio Municipal Els Arcs, La Alcudia                        |                                                               |
|                     | Waad 34' (pen.) |           |                      | Asistencia: 3000 espectadores Árbitro(s): Antonio Mateu Lahoz | Asistencia: 3000 espectadores Árbitro(s): Antonio Mateu Lahoz |

| 29 de julio de 2018 | Marruecos                       | 3:4 (2:3) | Rusia                                             | Estadio Municipal Els Arcs, La Alcudia                      |                                                             |
|                     | Gharib 42' · Moutarajji 44' 61' |           | Tsypchenko 12' · Glushenkov 33' 66' · Kakkoev 34' | Asistencia: 3000 espectadores Árbitro(s): Jesús Gil Manzano | Asistencia: 3000 espectadores Árbitro(s): Jesús Gil Manzano |

| 30 de julio de 2018 | Catar | 0:1 (0:0) | Uruguay    | Estadio Municipal Els Arcs, La Alcudia                             |                                                                    |
|                     |       |           | Vecino 51' | Asistencia: 2000 espectadores Árbitro(s): Xavier Estrada Fernández | Asistencia: 2000 espectadores Árbitro(s): Xavier Estrada Fernández |

| 30 de julio de 2018 | Rusia                                                                  | 6:0 (2:0) | Comunidad Valenciana | Estadio Municipal Els Arcs, La Alcudia                         |                                                                |
|                     | Tsypchenko 19' 23' · Glushkov 46' · Umaev 65' · Karpov 68' · Veber 80' |           |                      | Asistencia: 3000 espectadores Árbitro(s): Santiago Jaime Latre | Asistencia: 3000 espectadores Árbitro(s): Santiago Jaime Latre |

| 31 de julio de 2018 | Marruecos      | 2:1 (0:0) | Catar             | Estadio Municipal Els Arcs, La Alcudia                              |                                                                     |
|                     | Gharib 58' 81' |           | Yakiry 79' (pen.) | Asistencia: 3000 espectadores Árbitro(s): José Luis Munuera Montero | Asistencia: 3000 espectadores Árbitro(s): José Luis Munuera Montero |

| 1 de agosto de 2018 | Uruguay                                | 2:1 (0:1) | Marruecos         | Estadio Municipal Els Arcs, La Alcudia                              |                                                                     |
|                     | Zalazar 66' (pen.) · Dávila 70' (pen.) |           | Rabbas 29' (pen.) | Asistencia: 3000 espectadores Árbitro(s): José Luis Munuera Montero | Asistencia: 3000 espectadores Árbitro(s): José Luis Munuera Montero |

| 2 de agosto de 2018 | Rusia                                    | 3:0 (3:0) | Catar | Estadio Municipal Els Arcs, La Alcudia                              |                                                                     |
|                     | Glushenkov 10' 20' (pen.) · Glushkov 26' |           |       | Asistencia: 3500 espectadores Árbitro(s): José Luis Munuera Montero | Asistencia: 3500 espectadores Árbitro(s): José Luis Munuera Montero |

| 2 de agosto de 2018 | Comunidad Valenciana | 1:3 (1:1) | Uruguay                                   | Estadio Municipal Els Arcs, La Alcudia                                       |                                                                              |
|                     | Tawfik 19' (pen.)    |           | Bruno 28' (a.g.) · Neris 51' · Vecino 59' | Asistencia: 3500 espectadores Árbitro(s): Alejandro José Hernández Hernández | Asistencia: 3500 espectadores Árbitro(s): Alejandro José Hernández Hernández |

| 4 de agosto de 2018 | Uruguay | 0:0 (0:0) | Rusia | Estadio Municipal Els Arcs, La Alcudia |  |
|                     |         |           |       | Árbitro(s): Adrián Cordero Vega        |  |

| 4 de agosto de 2018 | Comunidad Valenciana | 0:0 (0:0) | Marruecos | Estadio Municipal Els Arcs, La Alcudia |  |
|                     |                      |           |           | Árbitro(s): Juan Martínez Munuera      |  |

## Segunda fase

### Cuadro de desarrollo
|  | Semifinales         | Semifinales      |   |  | Final               | Final |  |
|  |                     |                  |   |  |                     |       |  |
|  | 6 de agosto de 2018 |                  |   |  |                     |       |  |
|  | Rusia               | 2                |   |  |                     |       |  |
|  | Venezuela           | 0                |   |  |                     |       |  |
|  |                     |                  |   |  |                     |       |  |
|  |                     |                  |   |  | 8 de agosto de 2018 |       |  |
|  |                     |                  |   |  | Rusia               | 1     |  |
|  |                     | Argentina (t.s.) | 2 |  |                     |       |  |
|  |                     |                  |   |  |                     |       |  |
|  |                     |                  |   |  |                     |       |  |
|  |                     |                  |   |  |                     |       |  |
|  | 6 de agosto de 2018 |                  |   |  |                     |       |  |
|  | Argentina (p)       | 0 (3)            |   |  |                     |       |  |
|  | Uruguay             | 0 (1)            |   |  |                     |       |  |

### Semifinales
| 6 de agosto de 2018, 21:15 | Rusia                                | 2:0 (0:0) | Venezuela | Estadio Municipal Els Arcs, La Alcudia                        |                                                               |
|                            | Yakovlev 42' · Glushenkov 68' (pen.) |           |           | Asistencia: 4500 espectadores Árbitro(s): David Medié Jiménez | Asistencia: 4500 espectadores Árbitro(s): David Medié Jiménez |

| 6 de agosto de 2018, 23:15 | Argentina                                          | 0:0 (0:0) (3:1 p.)         | Uruguay                             | Estadio Municipal Els Arcs, La Alcudia                        |  |
|                            |                                                    |                            |                                     | Asistencia: 6000 espectadores Árbitro(s): Adrián Cordero Vega |  |
|                            |                                                    | Tiros desde el punto penal |                                     |                                                               |  |
|                            | Almendra · Pereyra · Balerdi · Marinelli · Colidio |                            | Dávila · Ginella · Chacón · Zalazar |                                                               |  |

### Final
| 8 de agosto de 2018 | Rusia      | 1:2 (1:1, 1:1) (t. s.) | Argentina                   | Estadio Municipal Els Arcs, La Alcudia |                                   |
|                     | Diveev 11' |                        | Colidio 15' · Marinelli 92' | Árbitro(s): Juan Martínez Munuera      | Árbitro(s): Juan Martínez Munuera |

| Bandera de Argentina |
| Campeón Argentina    |
| 2° título            |